# Sony Ericsson Z558i
Sony Ericsson Z558i為Sony Ericsson於2006年11月28日所推出的行動電話，內建130萬畫素相機。值得一提的是，此機種僅在中國、台灣、香港、印尼、馬來西亞、新加坡販售，內建手寫功能，是專為華語流通之國家設計的。

## 廣告號召語
我神來一筆

## 變異
- Z558i-亞洲國家
- Z558c-中國大陸

## 特色
Z558i內建之手寫功能，尤其對於中國內地，非常的方便。因為中國每個地區所使用的語言有些不同，如粵語等。由於在英語國家，輸入文字只要使用鍵盤按按即可，但是在華文國家，除了注音外，還有其他的輸入符號，因此才推出此機種。

## 內容
此機種內建的功能，除了手寫外，其他大致和Z550i相同，如外插M2卡、RSS閱讀器、音樂播放器……。

## 相關功能列表
- 手寫辨識（非觸控螢幕）
- 內建影片播放器
- 支援 MP3/AAC 音樂格式播放
- 支援 130 萬畫素 CMOS 相機
- 支援 4 倍數位變焦
- 支援藍牙
- 支援 Memory Stick Micro(M2)記憶卡（最高達 1 GB）
- 內建 FM 收音機
- 支援全 HTML 網頁瀏覽功能
- 內建記憶體 18 MB
- 支援 Push e-mail
- 內建 Music DJ/Video DJ